# Constantino Parravano
Constantino Parravano (Caserta, 25 de novembre de 1841 - Caserta, 26 de febrer de 1905) fou un pianista i compositor italià.
Va esser deixeble de Saverio Mercadante i als dinou anys estrenà la seva primera òpera, Isaura di Firenze, que fou molt ben acollida, així com les següents: Colpa e castigo (1867), L'ultimo de mori in Ispagna (1874), Ginevra di Monreale (1878), Piccarda Donati, Gli Uscocchi i La dama bianca.
També és autor d'algunes melodies.